# Aokigahara

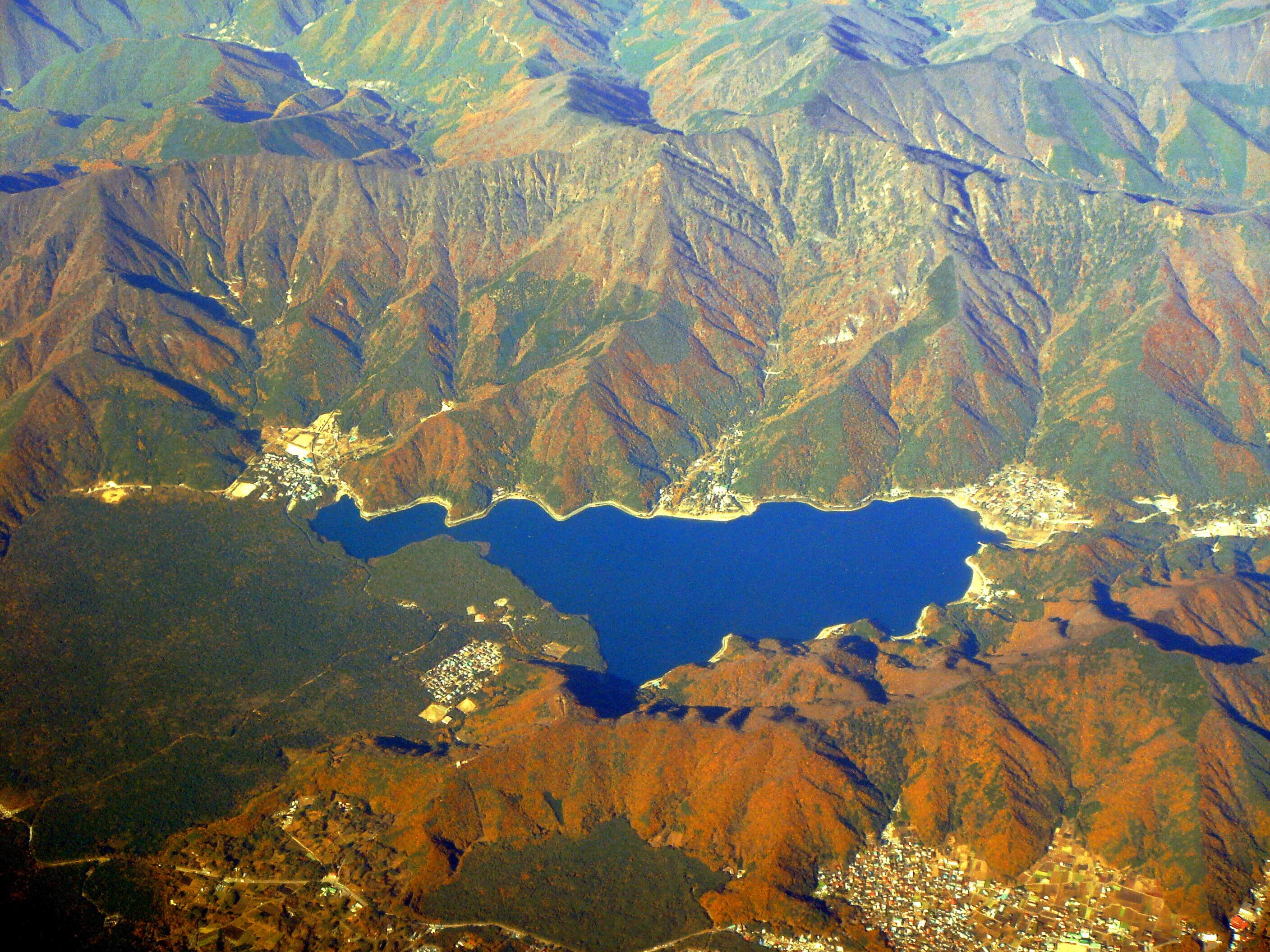
Aokigahara (esquerda) e o Lago Sai.

Aokigahara (青木ヶ原), também conhecida como Mar de Árvores (樹海), é uma floresta de 38 km² situada na base noroeste do monte Fuji, no Japão. A floresta contém um grande número de rochas e cavernas de gelo, alguns dos quais são pontos turísticos populares. Devido à densidade das árvores, que bloqueiam o vento, e à ausência de vida selvagem, Aokigahara é conhecida por ser estranhamente silenciosa. Contam-se muitas lendas acerca da floresta. Algumas delas a relacionam com demônios, fantasmas e espíritos malignos característicos da mitologia japonesa e é conhecida por ser um local comum de suicídios. Conhecida como Floresta do suicídio, este local já foi palco de inúmeras tragédias, o que inspirou filmes de terror como “A Floresta Maldita”, que exploram sua atmosfera macabra e lendas urbanas.
No ano de 2010, 54 pessoas completaram o ato na floresta, apesar de numerosas mensagens, em japonês e inglês, para que as pessoas reconsiderassem suas ações. Em média, são encontrados cem corpos por ano, alguns em avançado estado de putrefação ou até mesmo somente seus esqueletos.

## Geografia

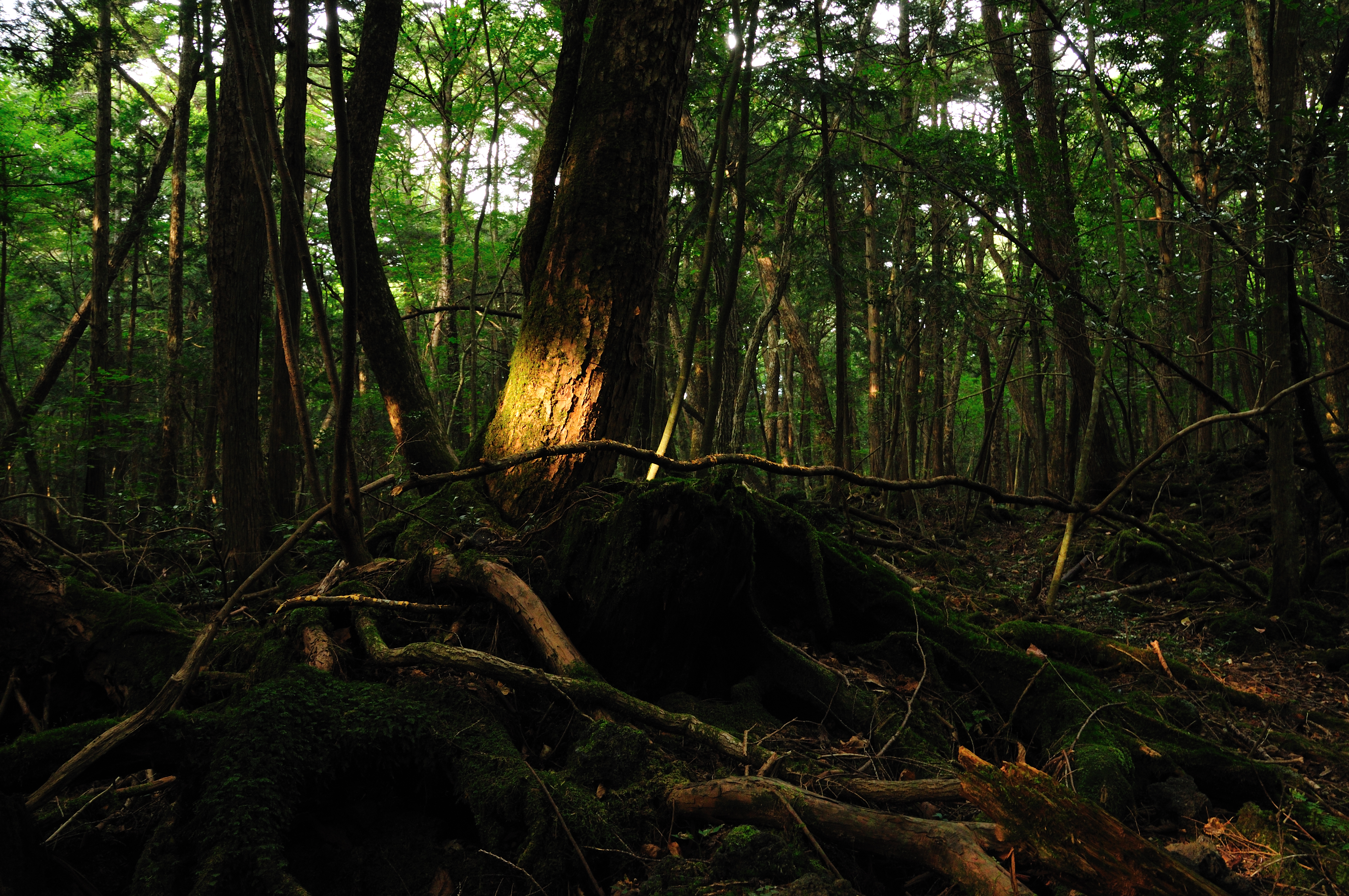
Floresta de Aokigahara em 2008

O solo da floresta é principalmente composto por rocha vulcânica, sendo difícil penetrá-la com ferramentas manuais, como pás. Existem diversas trilhas não oficiais que são geralmente usadas para a "caça ao corpo", que acontece com certa regularidade feita por voluntários locais. Nos últimos anos, excursionistas e turistas começaram a marcar os caminhos por fita plástica de modo a poder encontrar novamente a mesma trilha, existe também a hipótese de isso ser feito por suicidas indecisos, que avançam para trilhas secundárias pensando em cometer o ato. Embora os oficiais as removam de tempos em tempos, para evitar o depósito de lixo na floresta, muitos turistas continuam deixando-as nas árvores. Grande parte das marcações encontra-se espalhada por todo o primeiro quilômetro da floresta, passando pelas trilhas que levam aos pontos turísticos, como a Caverna de Gelo e a Caverna do Vento. Depois desses pontos, a floresta está mais próxima da sua condição original, com poucas trilhas e sem sinais óbvios da presença de pessoas.

## Suicídios

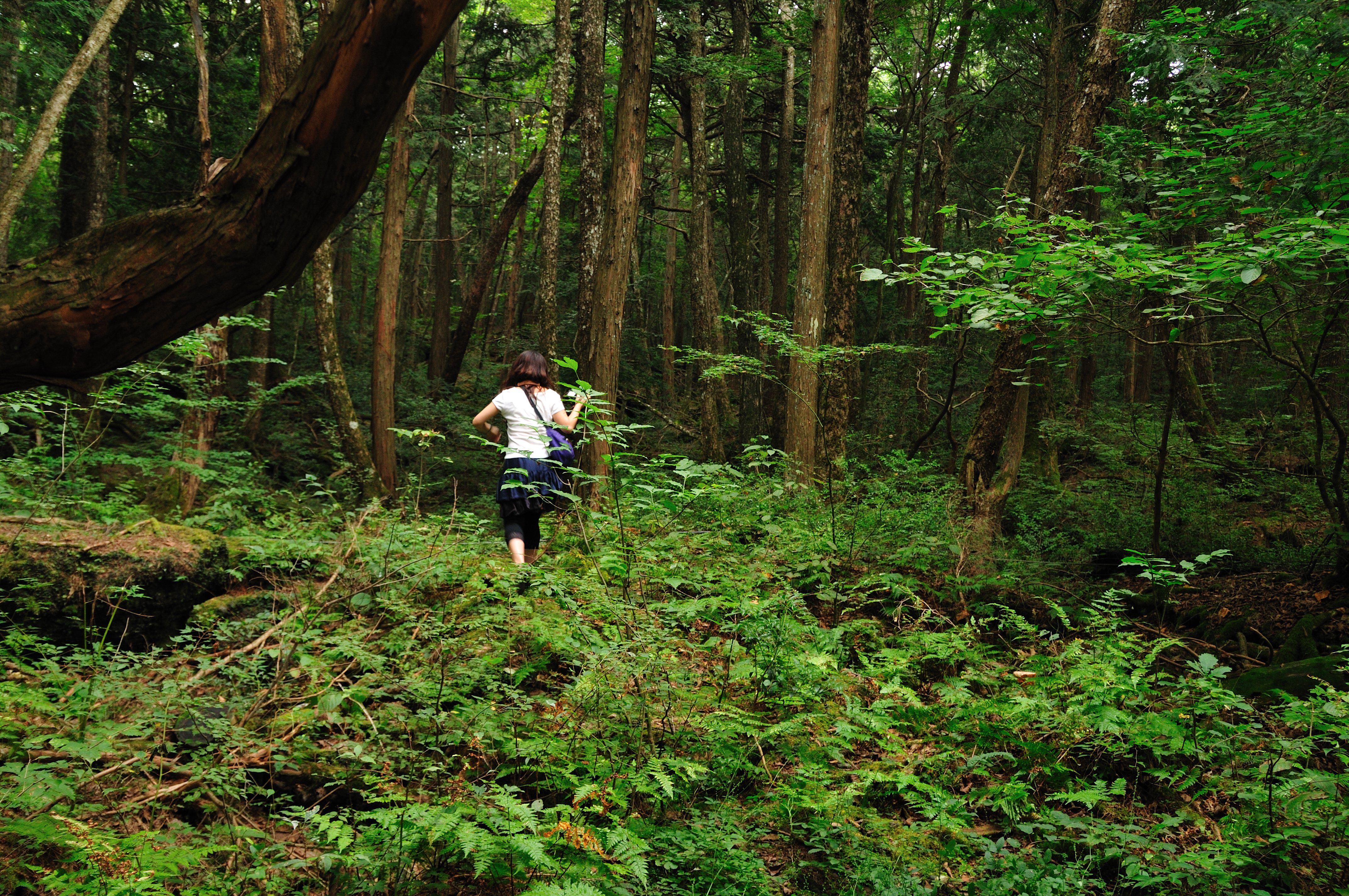
Aokigahara em Yamanashi.

A floresta é um lugar de suicídio, considerado o mais comum do Japão e o segundo do mundo, atrás apenas da Ponte Golden Gate, em São Francisco. As estatísticas variam, no período anterior a 1988, ocorriam cerca de 30 suicídios cada ano. Os números não aumentaram desde então.
Em 2002, 78 corpos foram encontrados dentro da floresta, batendo o recorde que até então acontecera no ano de 1998, quando 57 corpos foram encontrados. Em 2003, o número chegou a 1008, quando deixou de ser divulgado pelo governo na tentativa de diminuir a relação da floresta com o suicídio, outras referências de entidades não ligadas ao governo e dados informais continuaram a existir. Em 2004, 768 pessoas se mataram na floresta. Em 2015 o número de pessoas que tentaram suicídio aumentou drasticamente para 800, das quais 158 consumaram o ato. O mês de maior número de suicídios no Japão é outubro, o fim do ano fiscal no país.
O alto índice de suicídios chamou a atenção das autoridades japonesas, que colocaram avisos em japonês e inglês desencorajando o ato. A "Caça ao Corpo" consiste em um pequeno exército formado por policiais, voluntários e jornalistas que buscam por corpos na floresta, é realizada desde 1970.
A popularidade da floresta como lugar de suicídios surgiu em 1960, na novela Kuroi Jukai (Mar sombrio das árvores), de Seichō Matsumoto, que termina com dois amantes cometendo suicídio na floresta. Porém, os relatos de suicídio na floresta precedem da publicação da novela, e o lugar há muito tempo era associado à morte. Talvez ele seja praticado na floresta desde o século XIX. A floresta é supostamente assombrada pelos fantasmas daqueles que morreram e também chamada de Floresta do Suicídio. Em 2015 também foram encontradas tendas abandonadas por turistas que por ali se tinham alojado e desde então o número de habitantes locais a visitar a floresta diminuiu, mas o número de  turistas é cada vez maior. O número de habitantes locais a visitar a floresta não conta com o número de suicidas.
No dia 31 de Dezembro de 2017, o youtuber estadunidense Logan Paul, publicou um vídeo de um cadáver encontrado em sua caminhada na floresta. O vídeo teve milhões de visualizações e recebeu críticas severas dos internautas, que obrigou o youtuber apagar o vídeo e a fazer um pedido de desculpas.